# 黑白無常

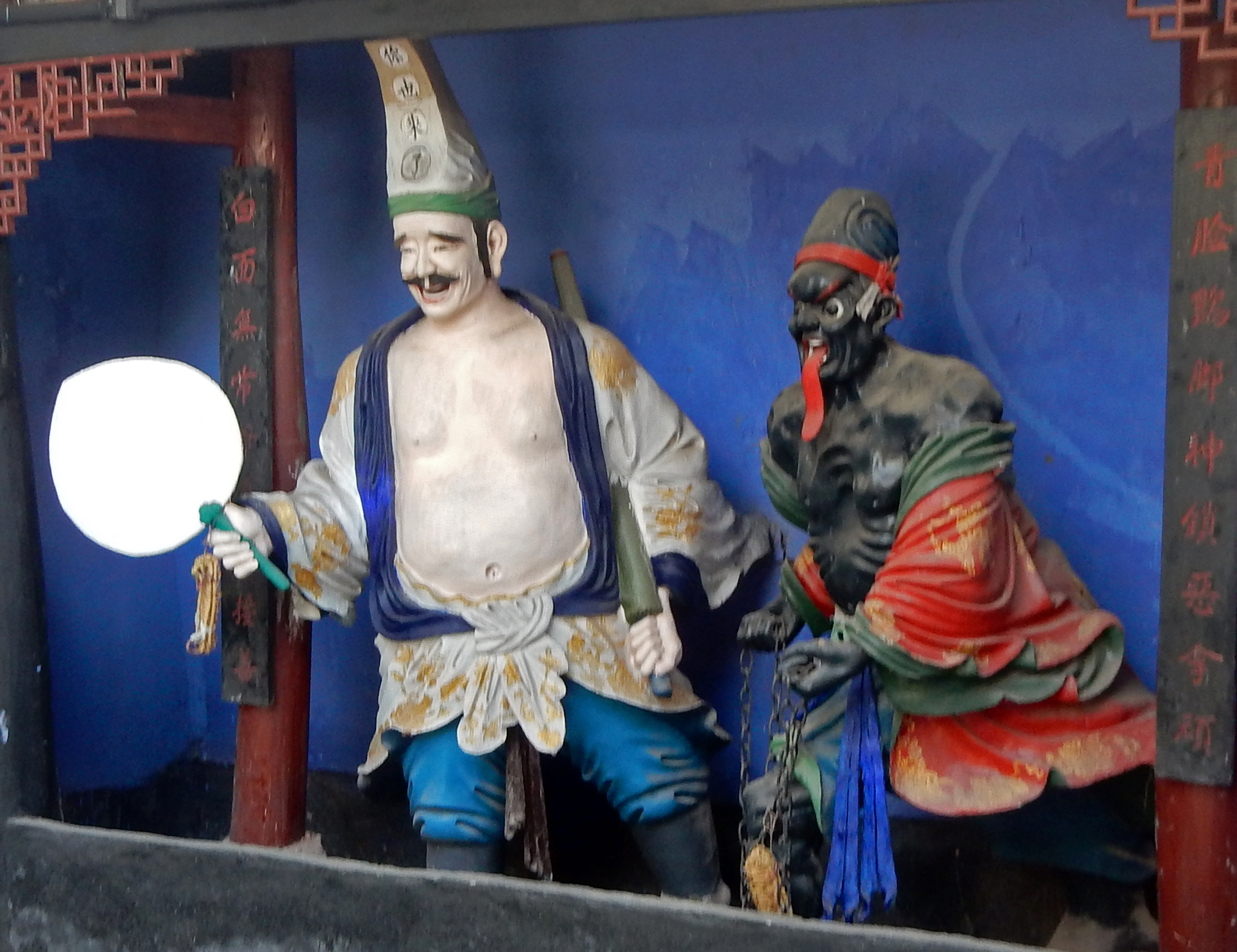
重慶市丰都鬼城的黑白无常雕像

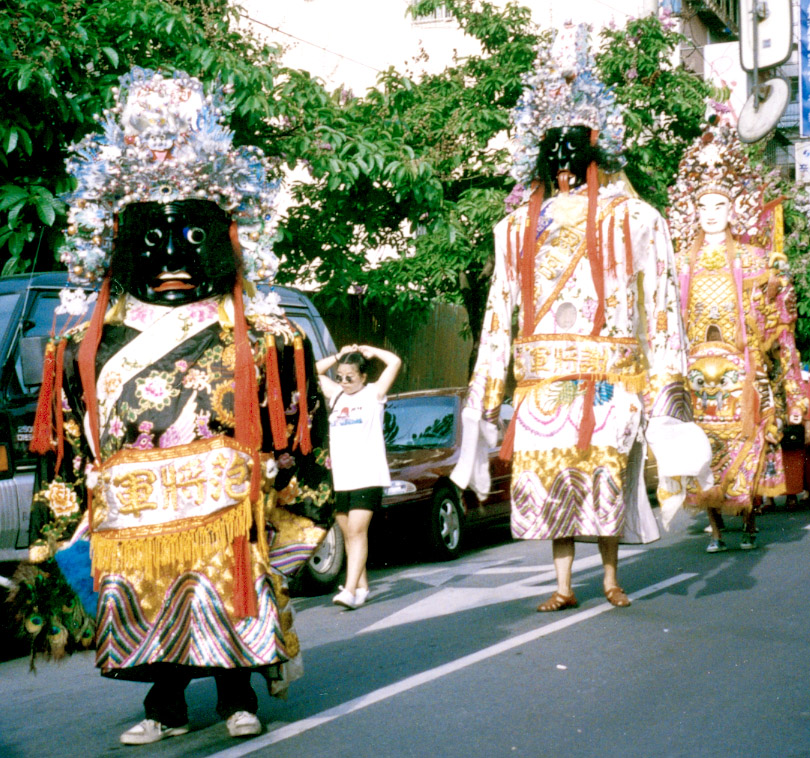
台湾的黑白无常装扮

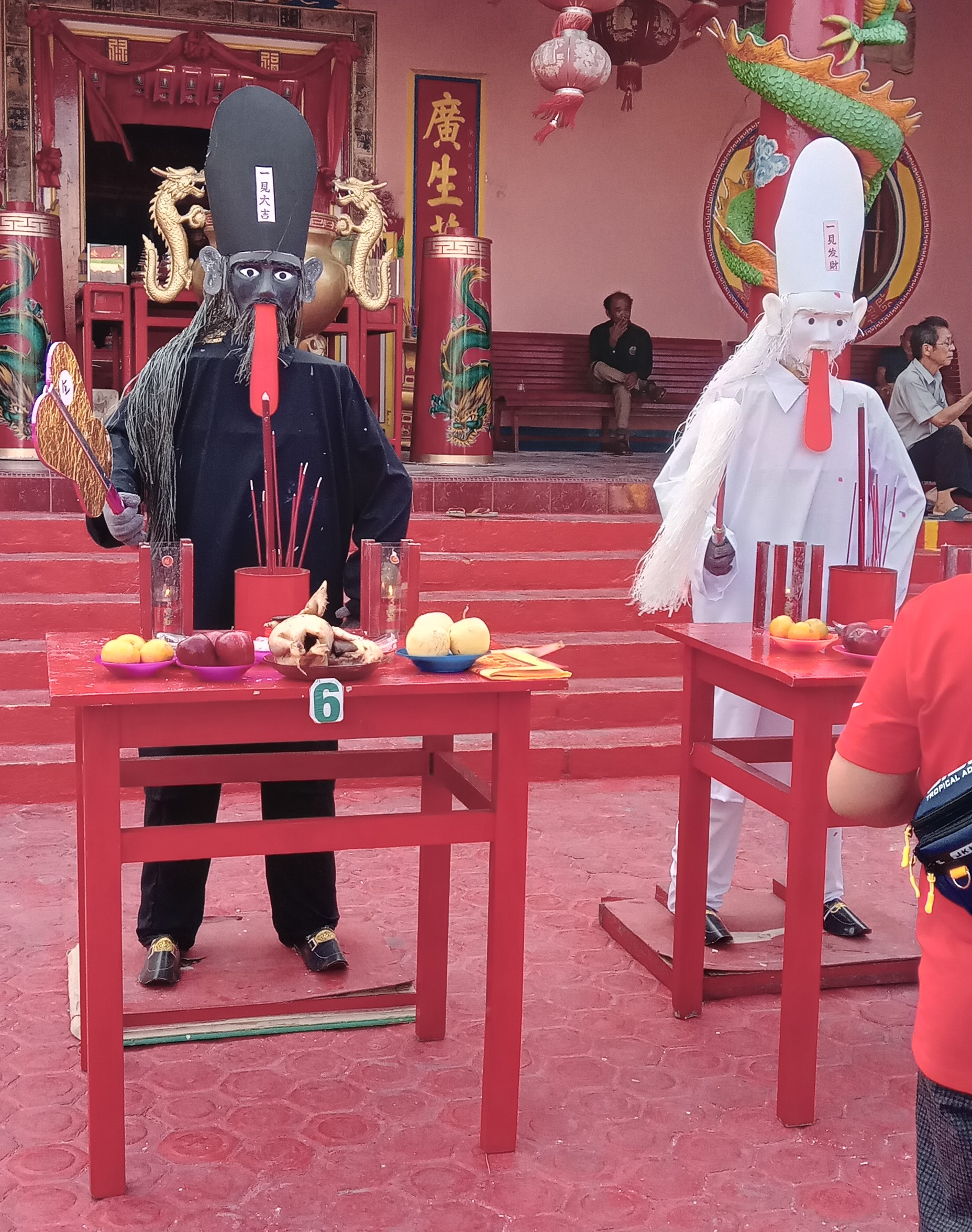
印尼邦加島文道市盂蘭盆會的黑白無常

黑白無常，源於中國道教神話所言的無常鬼，負責接引人死後之鬼魂入於陰曹，為死神之一，一白一黑象徵一日一夜，也象徵一陽一陰。
「無常」原是佛教用語，為變化之意，因此表示非永恆存在的，所謂「諸行無常」，在《地藏經》將其具象化云「無常大鬼，不期而至」，告誡人們生命隨時都在變化，無法永恆不變。民間信仰將轉化「無常大鬼」四字認為是勾魂使者，負責接引人死後進入地府。

## 簡介
除了福建之外，中國各地流傳的黑白無常，是兩個同樣高大的鬼卒，多半持有燈籠、招魂幡、哭喪棒等，為接引一般新死之鬼魂入於陰間，無關善惡，如同報戶口的公務員。
而福建的謝范將軍傳說，則是兩人因生前重諾守信而亡，受玉帝賞賜，封為神明，成為閻君、城隍的部將。職責除了引領新死的鬼魂之外，主要在捉拿惡鬼，同時具有賞善罰惡的教育意義。謝范將軍為緝拿惡鬼的神明，如同捉拿罪犯的刑警偵緝人員；一高一矮。謝將軍高大，手持羽扇、令牌、手銬、鐵鏈等，范將軍矮胖，手握羽扇、方牌、刑具等。
更重要的是，福建、臺灣常認為謝范將軍是陰間神靈如地藏菩薩、引魂菩薩、目連尊者、東嶽大帝、城隍等神的從神，甚至是一般王爺神等的護法神，福州、馬祖地區將謝范將軍供為大量村廟神靈的左右配祀，常供於大殿主龕之左右側，如同天上聖母之千順將軍。

### 謝范將軍與一般的黑白無常之比較
- 身材：黑白無常身材相仿；謝范將軍為一高一矮。
- 衣色：黑無常全身黑裝、白無常全身白裝；謝范將軍衣色多元，可以是黑白衣色，也可以是一藍一綠、一黃一紅。
- 表情：黑白無常俱伸長舌；在臺灣，謝將軍伸長舌，但范將軍則不一定。
- 持物：二者俱持刑具，然黑白無常通常持有燈籠、哭喪棒，而謝范將軍特別有羽扇、令牌等。
- 位份：黑白無常為陰曹冊封的勾魂使者；謝范將軍為受玉帝冊封之神。
- 隸屬：黑白無常主要為陰間勾拿使者；謝范將軍主要為王爺、城隍爺之部將。
- 職能：黑白無常主要為接引亡者；謝范將軍主要為捉拿惡鬼。
- 神將：黑白無常少見於神明遶境；謝范將軍能捉拿惡鬼，往往製有大神尪仔隨同神明廟會。

### 民間形象
周星馳電影《大內密探零零發》（臺譯：《鹿鼎大帝》）中，無相皇之子所使用分身之武功，即為黑白無常一黑一白，二者身材等高，手持哭喪棒，與謝范將軍的形象一高一矮確實有別。
劉德華、林青霞主演之電影《絕代雙驕》，十大惡人中的黑無常與白無常，即是各別一襲黑裝與白裝，二人身高相仿，與七爺八爺的形象一高一矮確實有別。後江玉郎練成寒冰烈火掌，以寒冰掌擊黑無常使其結冰而凍白、以烈火掌攻白無常使其火燒而焦黑，有「黑無常變成了白無常、白無常變成了黑無常」之語。
阿贵里也有黑白无常。
罐頭豬LuLu卡通在2024年10月推出萬聖節系列造型，當中亦包含「黑白無常」角色。